# Lista de jogos mais vendidos para PlayStation

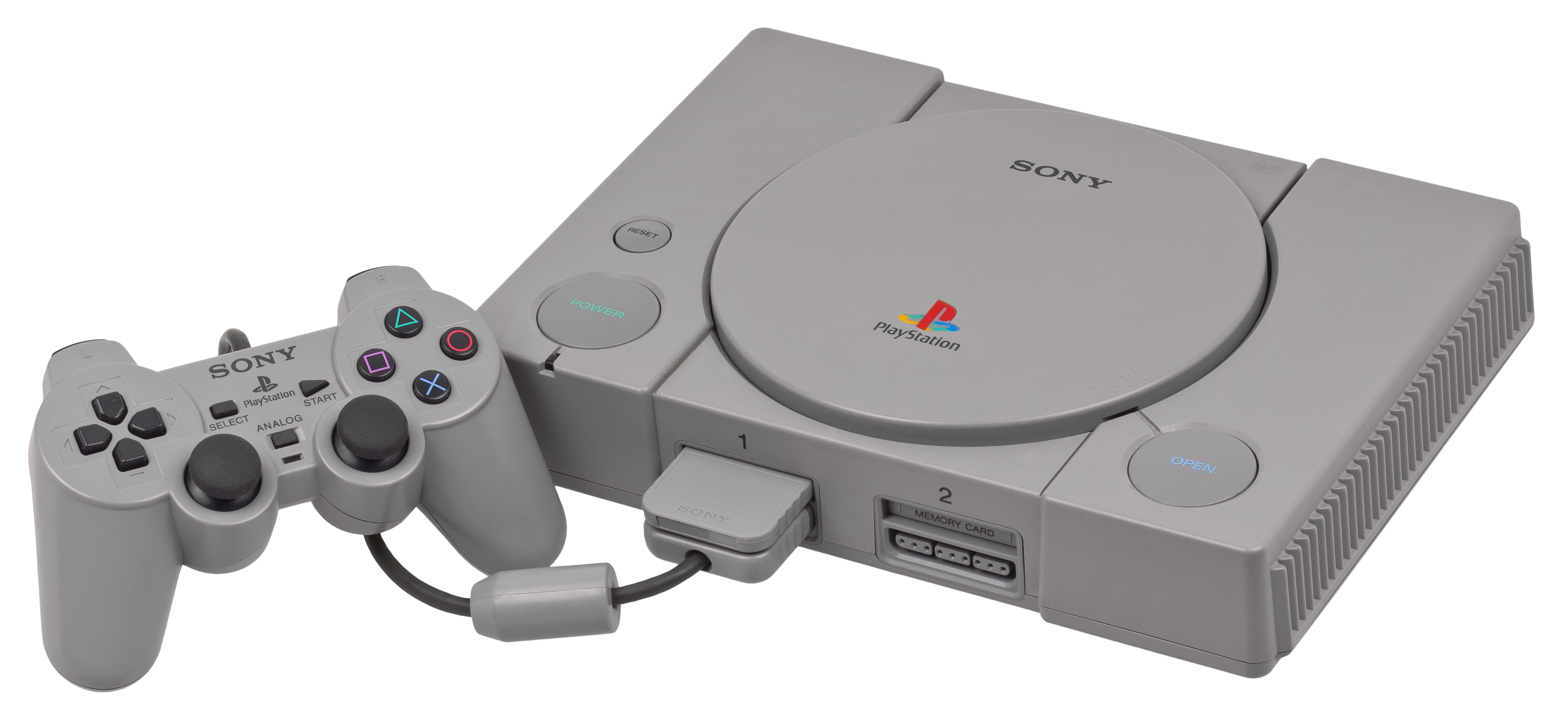
O primeiro PlayStation com o seu controle DualShock

O jogo eletrônico mais vendido de todos os tempos para o primeiro PlayStation é Gran Turismo, um jogo de corrida desenvolvido pela Polyphony Digital. Gran Turismo foi originalmente lançado no Japão em 23 de dezembro de 1997 e vendeu 10,85 milhões de cópias em todo o mundo. O segundo jogo da série, Gran Turismo 2, de 1999, vendeu 9,37 milhões de unidades e se tornou o terceiro jogo de PlayStation mais vendido de todos os tempos. O segundo título mais vendido no console é Final Fantasy VII, que vendeu aproximadamente 10 milhões de unidades. Tekken 3 é o quarto jogo de PlayStation mais vendido, com mais de 8,3 milhões de unidades vendidas, enquanto Harry Potter and the Philosopher's Stone é o quinto.
Um total de 113 jogos de PlayStation venderam um milhão de unidades ou mais. Desses, 41 títulos foram publicados em um ou mais territórios pela Sony Computer Entertainment (SCEI). Outras editoras com vários jogos que venderam milhões incluem a Electronic Arts (13), Namco (10), Capcom (9) e Eidos Interactive (7). A desenvolvedora com mais jogos que venderam 1 milhão de cópias ou mais é a Square, com dez títulos na lista de 113. A franquia mais popular no PlayStation é Tomb Raider (25,9 milhões de unidades combinadas), seguida por Final Fantasy (24,15 milhões de unidades), Crash Bandicoot (21,79 milhões de unidades) e Gran Turismo (20,22 milhões de unidades). O jogo mais antigo da lista é Tekken, lançado pela primeira vez em 31 de março de 1995 na plataforma, enquanto o mais recente é Dancing Stage Party Edition, lançado em 15 de novembro de 2002, época quando o PlayStation 2 já tinha sido lançado há mais de dois anos.
Em março de 2007, um total de 962 milhões de unidades de jogos para o primeiro PlayStation haviam sido vendidos em todo o mundo.

## Lista
| Pos. | Título                                   | Vendas     | Desenvolvedora(s)                | Publicadora(s)                                          | Lançamento              | Ref.                 |
| ---- | ---------------------------------------- | ---------- | -------------------------------- | ------------------------------------------------------- | ----------------------- | -------------------- |
| 1    | Gran Turismo                             | 10.850.000 | Polyphony Digital                | Sony Computer Entertainment                             | 23 de dezembro de 1997  | [ 1 ]                |
| 2    | Final Fantasy VII                        | 9.800.000  | Square                           | Square Sony Computer Entertainment                      | 31 de janeiro de 1997   | [ 2 ]                |
| 3    | Gran Turismo 2                           | 9.370.000  | Polyphony Digital                | Sony Computer Entertainment                             | 11 de dezembro de 1999  | [ 1 ]                |
| 4    | Tekken 3                                 | 8.300.000  | Namco                            | Namco Sony Computer Entertainment                       | 26 de março de 1998     | [ 3 ]                |
| 5    | Harry Potter and the Philosopher's Stone | 8.000.000  | Argonaut Games                   | Electronic Arts                                         | 25 de novembro de 2001  | [ 4 ]                |
| 6    | Tomb Raider                              | 7.100.000  | Core Design                      | Eidos Interactive                                       | 25 de outubro de 1996   | [ 6 ]                |
| 7    | Final Fantasy VIII                       | 7.000.000  | Square                           | Square Sony Computer Entertainment                      | 11 de fevereiro de 1999 | [ 7 ]                |
| 8    | Crash Bandicoot                          | 6.820.000  | Naughty Dog                      | Sony Computer Entertainment                             | 9 de setembro de 1996   | [ 8 ]                |
| 9    | Tomb Raider II                           | 6.800.000  | Core Design                      | Eidos Interactive Victor Interactive                    | 31 de outubro de 1997   | [ 6 ]                |
| 10   | Metal Gear Solid                         | 6.000.000  | Konami                           | Konami                                                  | 3 de novembro de 1998   | [ 9 ]                |
| 11   | Tomb Raider III                          | 5.900.000  | Core Design                      | Eidos Interactive                                       | 20 de novembro de 1998  | [ 6 ]                |
| 12   | Tekken 2                                 | 5.700.000  | Namco                            | Namco Sony Computer Entertainment                       | 29 de março de 1996     | [ 10 ] [ 11 ] [ 12 ] |
| 13   | Crash Bandicoot: Warped                  | 5.700.000  | Naughty Dog                      | Sony Computer Entertainment                             | 31 de outubro de 1998   | [ 13 ]               |
| 14   | Crash Bandicoot 2: Cortex Strikes Back   | 5.170.000  | Naughty Dog                      | Sony Computer Entertainment                             | 5 de novembro de 1997   | [ 10 ] [ 11 ]        |
| 15   | Final Fantasy IX                         | 5.080.000  | Square                           | Square                                                  | 7 de julho de 2000      | [ 14 ]               |
| 16   | Resident Evil 2                          | 4.960.000  | Capcom                           | Capcom Virgin Interactive                               | 21 de janeiro de 1998   | [ 15 ]               |
| 17   | Spyro the Dragon                         | 4.832.145  | Insomniac Games                  | Sony Computer Entertainment                             | 9 de setembro de 1998   | [ 16 ]               |
| 18   | Tomb Raider: The Last Revelation         | 4.700.000  | Core Design                      | Eidos Interactive                                       | 15 de novembro de 1999  | [ 6 ]                |
| 19   | Dragon Quest VII                         | 4.110.000  | Heartbeat                        | Enix                                                    | 26 de agosto de 2000    | [ 14 ]               |
| 20   | Rayman                                   | 4.000.000  | Ubisoft Montpellier              | Ubisoft                                                 | 1 de setembro de 1995   | [ 17 ]               |
| 21   | Oddworld: Abe's Oddysee                  | 3.500.000  | Oddworld Inhabitants             | GT Interactive SoftBank                                 | 19 de setembro de 1997  | [ 18 ]               |
| 22   | Tony Hawk's Pro Skater                   | 3.500.000  | Neversoft                        | Activision                                              | 31 de agosto de 1999    | [ 7 ]                |
| 23   | Resident Evil 3: Nemesis                 | 3.500.000  | Capcom                           | Capcom Eidos Interactive                                | 22 de setembro de 1999  | [ 15 ]               |
| 24   | Spyro 2: Ripto's Rage                    | 3.451.064  | Insomniac Games Cerny Games      | Sony Computer Entertainment                             | 2 de novembro de 1999   | [ 16 ]               |
| 25   | Frogger                                  | 3.370.000  | Millennium Interactive           | Hasbro Interactive                                      | 30 de setembro de 1997  | [ 10 ]               |
| 26   | Spyro: Year of the Dragon                | 3.283.077  | Insomniac Games                  | Sony Computer Entertainment                             | 24 de outubro de 2000   | [ 16 ]               |
| 27   | Driver                                   | 3.220.000  | Reflections Interactive          | GT Interactive                                          | 30 de junho de 1999     | [ 10 ]               |
| 28   | Tony Hawk's Pro Skater 2                 | 3.150.000  | Neversoft                        | Activision                                              | 20 de setembro de 2000  | [ 10 ] [ 19 ]        |
| 29   | Croc: Legend of the Gobbos               | 3.000.000  | Argonaut Software                | Fox Interactive MediaQuest                              | 29 de setembro de 1997  | [ 20 ]               |
| 30   | Driver 2                                 | 2.850.000  | Reflections Interactive          | Infogrames                                              | 13 de novembro de 2000  | [ 10 ] [ 19 ]        |
| 31   | Resident Evil                            | 2.750.000  | Capcom                           | Capcom Virgin Interactive                               | 22 de março de 1996     | [ 15 ]               |
| 32   | Dino Crisis                              | 2.400.000  | Capcom                           | Capcom Virgin Interactive                               | 1 de julho de 1999      | [ 15 ]               |
| 33   | Final Fantasy Tactics                    | 2.270.000  | Square                           | Square Sony Computer Entertainment                      | 20 de junho de 1997     | [ 14 ]               |
| 34   | Namco Museum Vol. 3                      | 2.240.000  | Namco                            | Namco Sony Computer Entertainment                       | 21 de junho de 1996     | [ 10 ]               |
| 35   | Air Combat                               | 2.230.000  | Namco                            | Namco                                                   | 30 de junho de 1995     | [ 21 ]               |
| 36   | WWF War Zone                             | 2.200.000  | Iguana West                      | Acclaim Entertainment                                   | 14 de julho de 1998     | [ 10 ]               |
| 37   | Crash Team Racing                        | 2.200.000  | Naughty Dog                      | Sony Computer Entertainment                             | 19 de setembro de 1999  | [ 10 ] [ 19 ]        |
| 38   | Hot Shots Golf                           | 2.130.000  | Camelot Software Planning        | Sony Computer Entertainment                             | 17 de julho de 1997     | [ 11 ]               |
| 39   | Tony Hawk's Pro Skater 3                 | 2.110.000  | Shaba Games                      | Activision                                              | 29 de outubro de 2001   | [ 10 ] [ 22 ]        |
| 40   | Mortal Kombat Trilogy                    | 2.010.000  | Avalanche Software               | Midway Games GT Interactive SoftBank                    | 10 de outubro de 1996   | [ 10 ]               |
| 41   | Derby Stallion                           | 2.000.000  | ParityBit                        | ASCII Corporation                                       | 17 de julho de 1997     | [ 11 ]               |
| 42   | Silent Hill                              | 2.000.000  | Konami                           | Konami                                                  | 31 de janeiro de 1999   | [ 23 ]               |
| 43   | Parasite Eve                             | 1.940.000  | Square                           | Square                                                  | 29 de março de 1998     | [ 14 ]               |
| 44   | WWF SmackDown!                           | 1.920.000  | Yuke's                           | THQ Yuke's                                              | 2 de março de 2000      | [ 10 ] [ 19 ]        |
| 45   | Crash Bash                               | 1.900.000  | Eurocom Developments Cerny Games | Sony Computer Entertainment                             | 6 de novembro de 2000   | [ 10 ] [ 19 ]        |
| 46   | WWF SmackDown! 2: Know Your Role         | 1.870.000  | Yuke's                           | THQ Yuke's                                              | 21 de novembro de 2000  | [ 10 ] [ 19 ]        |
| 47   | Spider-Man                               | 1.850.000  | Neversoft                        | Activision                                              | 30 de agosto de 2000    | [ 10 ] [ 19 ]        |
| 48   | Tetris Plus                              | 1.770.000  | Natsume                          | Jaleco JVC                                              | 6 de setembro de 1996   | [ 10 ]               |
| 49   | Syphon Filter                            | 1.750.000  | Eidetic                          | 989 Studios Sony Computer Entertainment Spike           | 17 de fevereiro de 1999 | [ 10 ]               |
| 50   | Twisted Metal 2                          | 1.740.000  | 989 Studios SingleTrac           | Sony Computer Entertainment                             | 31 de outubro de 1996   | [ 10 ]               |
| 51   | 007: Tomorrow Never Dies                 | 1.720.000  | Black Ops Entertainment          | Electronic Arts                                         | 16 de novembro de 1999  | [ 10 ] [ 19 ]        |
| 52   | Need for Speed III: Hot Pursuit          | 1.700.000  | EA Canada EA Seattle             | Electronic Arts                                         | 25 de março de 1998     | [ 10 ]               |
| 53   | Namco Museum Vol. 1                      | 1.650.000  | Namco                            | Namco Sony Computer Entertainment                       | 22 de novembro de 1995  | [ 10 ]               |
| 54   | Medal of Honor                           | 1.640.000  | DreamWorks Interactive           | Electronic Arts                                         | 31 de outubro de 1999   | [ 10 ] [ 24 ]        |
| 55   | Madden NFL 99                            | 1.500.000  | EA Tiburon                       | Electronic Arts                                         | 31 de julho de 1998     | [ 10 ]               |
| 56   | A Bug's Life                             | 1.500.000  | Traveller's Tales                | Sony Computer Entertainment Take-Two Interactive Konami | 18 de novembro de 1998  | [ 10 ]               |
| 57   | Legacy of Kain: Soul Reaver              | 1.500.000  | Crystal Dynamics                 | Eidos Interactive                                       | 16 de agosto de 1999    | [ 25 ]               |
| 58   | Chrono Cross                             | 1.500.000  | Square                           | Square                                                  | 18 de novembro de 1999  | [ 14 ]               |
| 59   | Madden NFL 2000                          | 1.480.000  | EA Tiburon                       | Electronic Arts                                         | 31 de julho de 1999     | [ 10 ]               |
| 60   | PaRappa the Rapper                       | 1.470.000  | NanaOn-Sha                       | Sony Computer Entertainment                             | 6 de dezembro de 1996   | [ 11 ]               |
| 61   | NFL GameDay 98                           | 1.470.000  | 989 Studios                      | Sony Computer Entertainment                             | 31 de julho de 1997     | [ 10 ]               |
| 62   | Rugrats: Search for Reptar               | 1.460.000  | n-Space                          | THQ                                                     | 31 de outubro de 1998   | [ 10 ]               |
| 63   | Grand Theft Auto 2                       | 1.450.000  | DMA Design                       | Rockstar Games                                          | 25 de outubro de 1999   | [ 10 ] [ 19 ]        |
| 64   | Hot Shots Golf 2                         | 1.440.000  | Clap Hanz                        | Sony Computer Entertainment                             | 29 de julho de 1999     | [ 11 ]               |
| 65   | Cool Boarders 3                          | 1.430.000  | Idol Minds                       | 989 Studios Sony Computer Entertainment UEP Systems     | 30 de setembro de 1998  | [ 10 ]               |
| 66   | Syphon Filter 2                          | 1.420.000  | Eidetic                          | 989 Studios Sony Computer Entertainment                 | 14 de março de 2000     | [ 10 ]               |
| 67   | Tomb Raider Chronicles                   | 1.400.000  | Core Design                      | Eidos Interactive                                       | 17 de novembro de 2000  | [ 6 ]                |
| 68   | Need for Speed: High Stakes              | 1.390.000  | EA Canada EA Seattle             | Electronic Arts                                         | 1 de março de 1999      | [ 10 ]               |
| 69   | Jet Moto 2                               | 1.310.000  | 989 Studios SingleTrac           | Sony Computer Entertainment                             | 31 de outubro de 1997   | [ 10 ]               |
| 70   | WCW Nitro                                | 1.300.000  | Inland Productions               | THQ                                                     | 31 de janeiro de 1998   | [ 10 ]               |
| 71   | Twisted Metal III                        | 1.290.000  | 989 Studios                      | 989 Studios                                             | 31 de outubro de 1998   | [ 10 ]               |
| 72   | Jet Moto                                 | 1.270.000  | SingleTrac                       | Sony Computer Entertainment                             | 31 de outubro de 1996   | [ 10 ]               |
| 73   | Dance Dance Revolution                   | 1.270.000  | Konami                           | Konami                                                  | 10 de abril de 1999     | [ 11 ]               |
| 74   | Spec Ops: Stealth Patrol                 | 1.270.000  | Runecraft Zombie Studios         | Take-Two Interactive TalonSoft                          | 5 de junho de 2000      | [ 10 ]               |
| 75   | Madden NFL 98                            | 1.250.000  | EA Tiburon                       | Electronic Arts                                         | 31 de julho de 1997     | [ 10 ]               |
| 76   | Pac-Man World                            | 1.240.000  | Namco                            | Namco Sony Computer Entertainment                       | 12 de outubro de 1999   | [ 10 ]               |
| 77   | The Legend of Dragoon                    | 1.240.000  | SCE Japan Studio                 | Sony Computer Entertainment                             | 2 de dezembro de 1999   | [ 10 ] [ 11 ]        |
| 78   | Cool Boarders 2                          | 1.210.000  | UEP Systems                      | Sony Computer Entertainment UEP Systems                 | 28 de agosto de 1997    | [ 10 ]               |
| 79   | Resident Evil: Dual Shock Ver.           | 1.200.000  | Capcom                           | Capcom                                                  | 6 de agosto de 1998     | [ 15 ]               |
| 80   | Yu-Gi-Oh! Forbidden Memories             | 1.200.000  | Konami                           | Konami                                                  | 9 de dezembro de 1999   | [ 10 ] [ 22 ]        |
| 81   | Dino Crisis 2                            | 1.200.000  | Capcom                           | Capcom Virgin Interactive                               | 13 de setembro de 2000  | [ 15 ]               |
| 82   | Dragon Quest IV                          | 1.200.000  | Heartbeat                        | Enix                                                    | 22 de novembro de 2001  | [ 11 ]               |
| 83   | Monopoly                                 | 1.190.000  | Gremlin Interactive              | Hasbro Interactive                                      | 6 de novembro de 1997   | [ 10 ]               |
| 84   | Xenogears                                | 1.190.000  | Square                           | Square                                                  | 11 de fevereiro de 1998 | [ 14 ]               |
| 85   | Ace Combat 3: Electrosphere              | 1.164.000  | Namco                            | Namco                                                   | 27 de maio de 1999      | [ 21 ]               |
| 86   | NASCAR 98                                | 1.160.000  | Stormfront Studios               | Electronic Arts                                         | 17 de novembro de 1997  | [ 10 ]               |
| 87   | NBA Live 98                              | 1.150.000  | EA Canada                        | Electronic Arts                                         | 30 de novembro de 1997  | [ 10 ]               |
| 88   | Chocobo's Mystery Dungeon                | 1.140.000  | Square Digital Media Lab         | Square                                                  | 22 de dezembro de 1997  | [ 14 ]               |
| 89   | NASCAR 99                                | 1.140.000  | Stormfront Studios               | Electronic Arts                                         | 28 de setembro de 1998  | [ 10 ]               |
| 90   | Tales of Destiny                         | 1.139.000  | Wolf Team                        | Namco                                                   | 23 de dezembro de 1997  | [ 26 ]               |
| 91   | Resident Evil: Director's Cut            | 1.130.000  | Capcom                           | Capcom Virgin Interactive                               | 25 de setembro de 1997  | [ 15 ]               |
| 92   | NFL GameDay 99                           | 1.120.000  | 989 Studios                      | Sony Computer Entertainment                             | 31 de julho de 1998     | [ 10 ]               |
| 93   | Arc the Lad                              | 1.100.000  | G-Craft Winds                    | Sony Computer Entertainment                             | 30 de junho de 1995     | [ 11 ]               |
| 94   | Devil Dice                               | 1.100.000  | Shift                            | Sony Computer Entertainment THQ                         | 18 de junho de 1998     | [ 11 ]               |
| 95   | beatmania                                | 1,100,000  | Konami                           | Konami                                                  | 1 de outubro de 1998    | [ 11 ]               |
| 96   | Derby Stallion 99                        | 1.100.000  | ParityBit                        | ASCII Corporation                                       | 30 de setembro de 1999  | [ 11 ]               |
| 97   | Star Ocean: The Second Story             | 1.094.000  | tri-Ace                          | Enix Sony Computer Entertainment                        | 30 de julho de 1998     | [ 27 ]               |
| 98   | Ace Combat 2                             | 1.092.000  | Namco                            | Namco                                                   | 30 de maio de 1997      | [ 21 ]               |
| 99   | 2Xtreme                                  | 1.090.000  | 989 Studios                      | Sony Computer Entertainment                             | 6 de novembro de 1996   | [ 10 ]               |
| 100  | Parasite Eve II                          | 1.090.000  | Square                           | Square                                                  | 16 de dezembro de 1999  | [ 14 ]               |
| 101  | Twisted Metal                            | 1.080.000  | SingleTrac                       | Sony Computer Entertainment                             | 5 de novembro de 1995   | [ 10 ]               |
| 102  | SaGa Frontier                            | 1.080.000  | Square                           | Square Sony Computer Entertainment                      | 11 de julho de 1997     | [ 14 ]               |
| 103  | Test Drive 5                             | 1.080.000  | Pitbull Syndicate                | Accolade Electronic Arts Capcom                         | 30 de setembro de 1998  | [ 10 ]               |
| 104  | Twisted Metal 4                          | 1.080.000  | 989 Studios                      | 989 Studios                                             | 31 de outubro de 1999   | [ 10 ]               |
| 105  | SpongeBob SquarePants: SuperSponge       | 1.070.000  | Climax Group                     | THQ                                                     | 5 de novembro de 2001   | [ 10 ]               |
| 106  | Arc the Lad II                           | 1.040.000  | G-Craft Winds                    | Sony Computer Entertainment                             | 1 de novembro de 1996   | [ 11 ]               |
| 107  | Densha de Go!                            | 1.040.000  | Taito                            | Taito                                                   | 18 de dezembro de 1997  | [ 11 ]               |
| 108  | I.Q.: Intelligent Qube                   | 1.010.000  | G-Artists Sugar & Rockets        | Sony Computer Entertainment                             | 31 de janeiro de 1997   | [ 11 ]               |
| 108  | Dancing Stage Party Edition              | >1.000.000 | Konami                           | Konami                                                  | 15 de novembro de 2002  | [ 28 ]               |
| 109  | Colin McRae Rally                        | 1.000.000  | Codemasters                      | Codemasters                                             | Julho de 1998           | [ 29 ]               |
| 110  | NBA Live 2000                            | 1.000.000  | EA Canada                        | Electronic Arts                                         | 31 de outubro de 1999   | [ 10 ]               |
| 111  | Simple 1500 Series Vol. 1: The Mahjong   | 1.000.000  | Chat Noir Success                | D3 Publisher                                            | 1998                    | [ 11 ]               |
| 112  | Street Fighter Alpha 3                   | 1.000.000  | Capcom                           | Capcom                                                  | 23 de dezembro de 1998  | [ 15 ]               |
| 113  | Tekken                                   | 1.000.000  | Namco                            | Namco Sony Computer Entertainment                       | 31 de março de 1995     | [ 30 ]               |
| 114  | WCW/nWo Thunder                          | 1.000.000  | Inland Productions               | THQ                                                     | 31 de dezembro de 1998  | [ 31 ]               |